# Манастир на Баталя
Манастирът Санта Мария да Витория (Santa Maria da Vitória na Batalha) е доминикански манастир в град Баталя, окръг Лейрия, Португалия. Включен е в Списъка на световното наследство на ЮНЕСКО.

## История
Строителството на манастира в стил международна готика започва през 1385 г. по обет на крал Жуау I в знак на благодарност към Дева Мария за удържаната победа над кастилците в битката при Алжубарота.
Шест последващи крале продължават изграждането на манастира намират тук последен покой; в тяхното число са Дуарте I и принц Енрике Мореплавателя. Строителството спира само през 1517 г., когато основните сили са съсредоточени за изграждането на манастира Жеронимуш в Белен. През XIX век в Баталя са провеждани мащабни възстановителни работи, а през 1980 г. там е открит национален музей.

## Кралски гробници
В манастира се помещават останките на няколко португалски крале от династията на Авис, техните деца и наследници.
Кралският некропол се състои от параклис на Основателя (завършен през 1434 година), и недовършени параклиси (строени през 1490 – 1515).
- Жуау I (1385-1433) и съпругата му Филипа Ланкастър (1360-1415), дъщеря на Джон Гонт, херцог на Ланкастър.
- Педру (1392-1449), херцог на Коимбра, регент на Португалия, и съпругата му Изабел на Арагон (1409-1443), дъщеря на Джеймс II, граф на Урхел.
- Енрике Мореплавателя (1394-1460), с легнала статуя
- Хуан (1400-1442), херцог Бежа, и съпругата му Изабел (1402-1465), дъщеря на Афонсу I, херцог Браганса
- Фернанду, Светия принц (1402-1443)
- Дуарте I (1433-1438) и съпругата му Леонор.
- Афонсу V (1438-1481)
- Жуау II (1481-1495).

Гробовете са осквернени, както и в манастира на Алкобаса, от френски войници през 1810 година.
Има гробница на Незнайния воин – съдържа тленните останки на 2 португалски войници, убити в битка по време на Втората световна война.

## План на сградата
| План и разположение | Легенда |
| ------------------- | --- |
|                     | - 1 – готически портал и прозорец стил мануелин - 2 – църква - 3 – параклис на Основателя - 4 – паметник-гроб на незнайния воин - 5 – обител - 6 – Lavabo - 7 – Музей на незнайния воин - 8 – общежитие - 9 – параклис на Aфонсу V - 10 – врата в стил мануелин - 11 – недовършени параклиси - 12 – гробницата на Дуарте I и Леонор Арагонска - 13 – пристройка на Жуау III, I, разрушена - 14 – конна статуя на Нуно Алварес Перейра |

## Екстериор
- Фасада
- Украса със статуи
- Статуи
- Портал
- Ъгъл на фасадата

## Интериор
- Полиптих на Нуно Гонсалвиш
- Надгробна статуя на крал
- Купол
- Неф